# ويبستر (مقاطعة بورنيت، ويسكونسن)
ويبستر (بالإنجليزية: Webster)‏ هي قرية في مقاطعة بورنيت في ولاية ويسكونسن الأمريكية. كان عدد سُكانها 653 في تعداد الولايات المتحدة 2010. تقع هذهِ القرية على طول طريق ويسكونسن السريع 35 [الإنجليزية].

## جغرافيا
الإحداثيات الأساسيَّة للمنطقة هي 45°52′45″N 92°21′55″W / 45.87917°N 92.36528°W (45.879066, -92.365163).

## السكان
وفقًا لـ مكتب تعداد الولايات المتحدة فإنَّهُ قد بَلَغ حجم القرية حوالي 1.76 ميل مربع (4.56 كـم2) وهذهِ المساحة هي عبارة عن أرض عاديَّة.

## وصلات خارجيَّة
- ، نُسخةٌ مؤرشفة في أرشيف الإنترنت(أرشفت في  يناير 27, 2022)